# زرنجين
زرنجين هي قرية في مقاطعة ميانة، إيران. عدد سكان هذه القرية هو 156 في سنة 2006.